# 三鍬郷
三鍬郷（さんしゅうきょう）は中華人民共和国湖南省懐化市靖州ミャオ族トン族自治県の郷。

## 行政区画
- 楓香村
- 菜地村
- 地妙村
- 元貞村
- 鳳沖村
- 小榴村
- 地筍村
- 南山村

## 経済

### 名物・特産品
- オニノヤガラ

## 地理
三鍬郷は靖州ミャオ族トン族自治県西北部に位置し、北は大堡子鎮と、東北は坳上鎮と、東南は渠陽鎮と、西は貴州省錦屏県と、南は藕団郷とそれぞれ接している。
- 河川：広坪河
- 九竜山（1036メートル）、楓木山（998メートル）、蓬坡界（943メートル）